# Katrin Stjernfeldt Jammeh
Sara Katrin Stjernfeldt Jammeh, född 9 maj 1974 i Malmö, är en svensk socialdemokratisk kommunalpolitiker. Hon tillträdde den 1 juli 2013 som kommunstyrelsens ordförande och finanskommunalråd i Malmö kommun och är den första kvinnan som valts till stadens mäktigaste politiska post.

## Biografi
Stjernfeldt Jammeh är uppvuxen utanför Trelleborg och har studerat statsvetenskap på magisternivå i Lund och Sheffield.
Hon har tidigare varit ledarskribent på tidningen Arbetet och politisk sekreterare. Hon var därefter konsult i samhällskommunikation.
2008 blev Stjernfeldt Jammeh kommunalråd för sociala frågor i Malmö kommun.  2010 bytte hon ansvarsområde, och blev kommunalråd för skola, trygghet och välfärd, med särskilt beredningsansvar för stadens utbildningsverksamheter samt för stadens individ- och familjeomsorg riktad till barn och familj. Under denna tid drev hon igenom en större omorganisation, genom vilken ansvaret för skolorna flyttades från stadsdelarna till centrala förvaltningar.
Hon valdes den 23 mars 2013 av Malmö arbetarekommuns årsmöte till att den 1 juli samma år efterträda Ilmar Reepalu som kommunstyrelsens ordförande och finanskommunalråd. Posten innebär särskilt beredningsansvar för finans, budget, upphandling, näringsliv samt styrning/uppföljning av stadens bolag och verksamheter. Socialdemokraterna har under Stjernfeldt Jammehs ledning behållit makten i Malmö kommun efter valen 2014, 2018 och 2022.
Hon har suttit som ledamot i Agenda 2030-delegationen (FI 2016:01) och Skolkommissionen (U 2016:03), och sitter idag i SKR:s styrelse och i partistyrelsen för Socialdemokraterna.
År 2021 utsågs Stjernfeldt Jammeh till regeringens särskilda utredare av hur fler unga ska klara gymnasiet. Hon presenterade i juni 2022 utredningen ”I mål – vägar vidare för att fler unga ska nå målen med sin gymnasieutbildning”.
Katrin Stjernfeldt Jammeh innehar uppdraget som 1:e vicepresident för det globala nätverket ICLEI. Hon är även styrelseledamot i Greater Copenhagen.

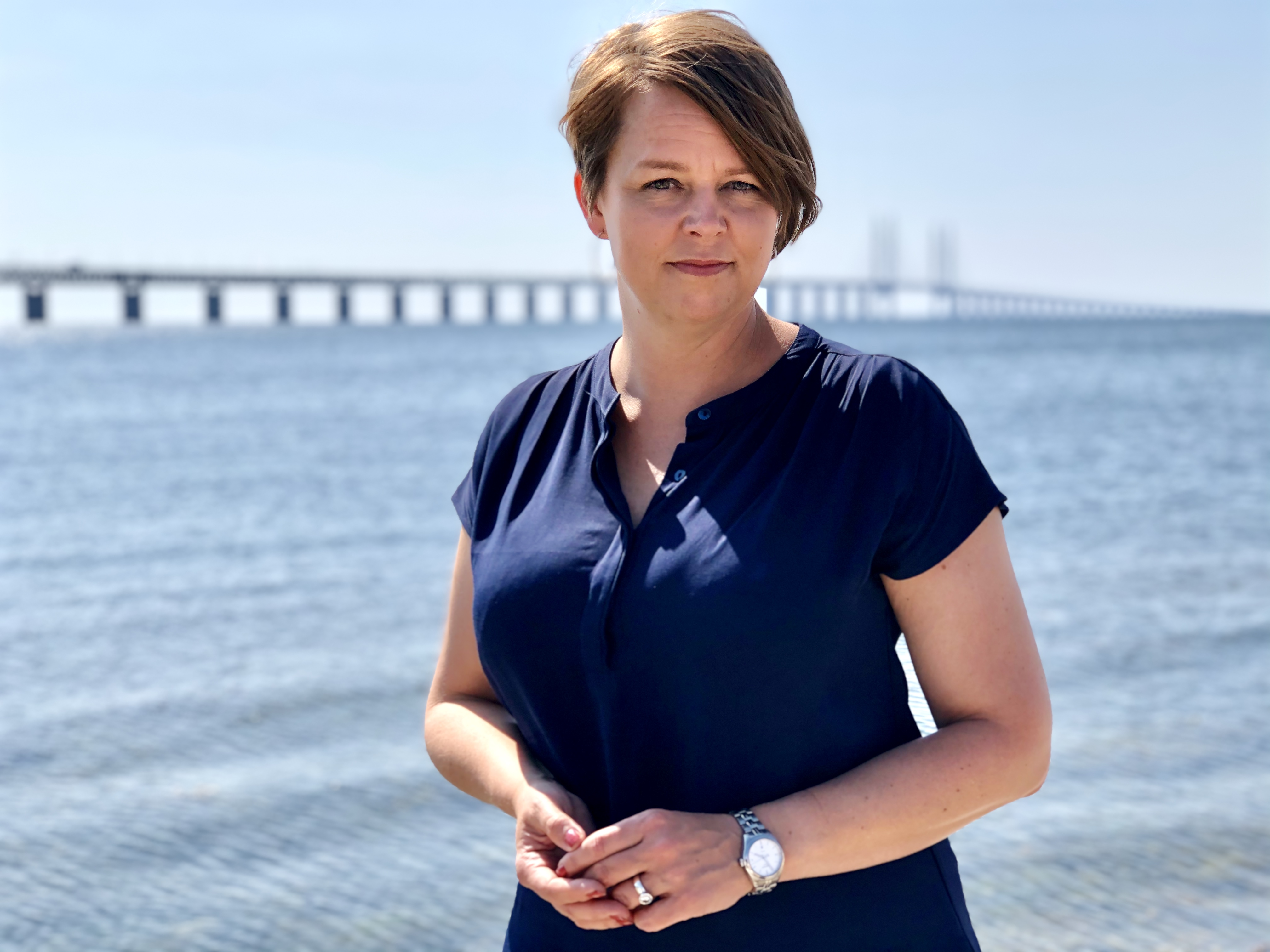
Katrin Stjernfeldt Jammeh vid Öresund, juni 2020.